# Sadkowo (Pomerania Occidental)
Sadkowo [Sentadoˈkɔvɔ] (anteriormente alemán Zadtkow) es un pueblo ubicado en el distrito administrativo de Gmina Tychowo, dentro del Condado de Białogard, Voivodato de Pomerania Occidental, en el noroeste de Polonia occidental. Se encuentra aproximadamente a 6 kilómetros al suroeste de Tychowo, a 19 kilómetros al sureste de Białogard, y a 119 kilómetros al noreste de la capital regional Szczecin.
Antes de 1945, el área era parte de Alemania. Para la historia de la región, véase Historia de Pomerania.
El pueblo tiene una población de 320 habitantes.